# Wasyl Hurejew
Wasyl Mykołajowycz Hurejew, ukr. Василь Миколайович Гуреєв (ur. 22 kwietnia 1952 w Litwinowie w obwodzie rostowskim) – ukraiński polityk, inżynier, deputowany i minister.

## Życiorys
Specjalizował się w zakresie planowania przemysłowego w jednym z kijowskich instytutów. Odbył służbę wojskową m.in. w radzieckich siłach na terenie NRD. Od 1978 pracował jako inżynier i główny ekonomista. Od 1992 był zatrudniony w administracji rządowej w resortach przemysłowych. W 1993 został zastępcą ministra gospodarki. Od 3 lipca 1995 do 25 lutego 1997 stał na czele tego resortu, następnie do 25 lipca 1997 był ministrem przemysłu maszynowego i budowlanego. W radzie ministrów ponownie zasiadł w okresie premierostwa Anatolija Kinacha. W jego rządzie od 5 czerwca 2001 do 24 kwietnia 2002 był ministrem polityki przemysłowej.
Zakładał Partię Przemysłowców i Przedsiębiorców Ukrainy, w której zajmował stanowisko zastępcy prezesa. W 2002 (z listy Za Jedyną Ukrainę) i 2006 (z listy Bloku Nasza Ukraina) uzyskiwał mandaty deputowanego do Rady Najwyższej. W 2007 poparł Anatolija Kinacha, gdy ten sprzymierzył się z Wiktorem Janukowyczem. W wyborach parlamentarnych w 2007 został ponownie wybrany posłem z listy Partii Regionów. W 2012 nie uzyskał reelekcji jako kandydat niezależny.